# 汪仁镇
汪仁镇，是中华人民共和国湖北省黃石市大冶市下辖的一个乡镇级行政单位。

## 行政区划
汪仁镇下辖以下地区：
汪仁社区、汪仁村、章畈村、分水岭村、马鞍山村、竹林湾村、大塘村、磊山村、天井咀村、刘铺村、王贵村、柏树下村、四连山村、王叶村、黄荆头村、枯树咀村、百花村、庆洪村、沿湖村、曾家湾村和徐斌村。